# Luigi Cavenaghi

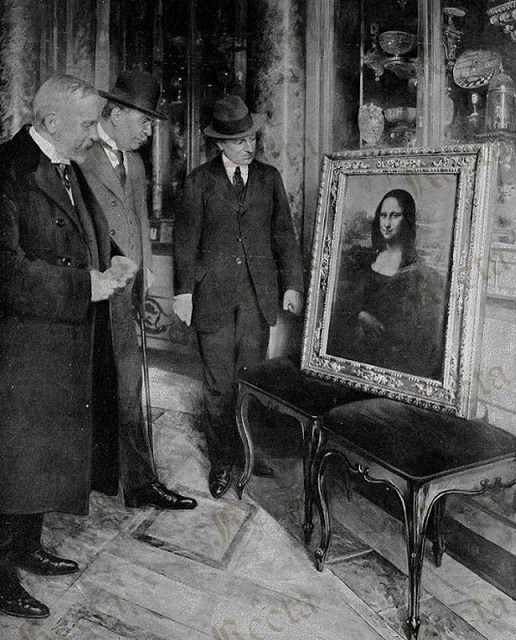
Cavenaghi, von links, Corrado Ricci und Giovanni Poggi mit der 1913 in Florenz wiedergefundenen Mona Lisa

Luigi Cavenaghi (* 8. August 1844 in Caravaggio; † 7. Dezember 1918 in Mailand) war ein italienischer Restaurator und Maler.

## Leben
Luigi Cavenaghi war Sohn von Marco, von Beruf Postillon, und dessen Ehefrau, der Lehrerin Francesca Rossetti; er war Bruder des Malers Emilio Cavenaghi, der schon früh nach Mailand zog und als der bedeutendste Restaurator seiner Zeit gilt. Nach seiner Übersiedlung nach Mailand schrieb er sich 1856 an der Accademia di Brera ein und besuchte die Schule für Malerei unter der Leitung von Giuseppe Molteni und später von Giuseppe Bertini; Cavenaghi ist mit der Restaurierung von Leonardos Abendmahl verbunden, der er sich sieben Jahre lang, von 1901 bis 1908, widmete. Als Historienmaler debütierte er mit Matelda (1864), gefolgt von Bernardino Luini malt das Porträt von Ippolita Sforza Bentivoglio (1865), aber er widmete sich auch Genrekompositionen und präsentierte La buona ventura (1869) in der Accademia di Brera.
Obwohl er hauptsächlich im Bereich der Restaurierung tätig war, hinterließ er auch eigene Werke, wie die Zwickel der Kuppel der Kirche San Fedele, die Ausschmückung der Apsiden der Basilika San Babila, die Innenräume der Basilika Sant’Eufemia, das Gewölbe der Basilika Santa Maria del Fonte in Caravaggio, wo er versuchte, dem Stil des Architekten Pellegrino Tibaldi zu folgen, und die Fresken in der Basilika Santa Maria Asunta in Gallarate. Im Jahr 1873 heiratete er Giacomina Bellazzi, mit der er die Kinder Ludovico, Clelia, Ada und Elisa hatte.
Cavenaghi wurde als Restaurator im Palazzo Ducale von Mantua beauftragt. Er arbeitete am berühmten Brautgemach von Andrea Mantegna, an der Wand mit der Darstellung des Treffens zwischen Markgraf Ludovico und seinem Sohn Kardinal Francesco Gonzaga und an den Gewölben.
Seine große Erfahrung auf dem Gebiet der Restaurierung verschaffte ihm wichtige Ämter, darunter die Leitung der Malereiabteilung der Vatikanstadt und die Leitung der neu gegründeten Scuola superiore d’Arte applicata all’Industria im Castello Sforzesco in Mailand.

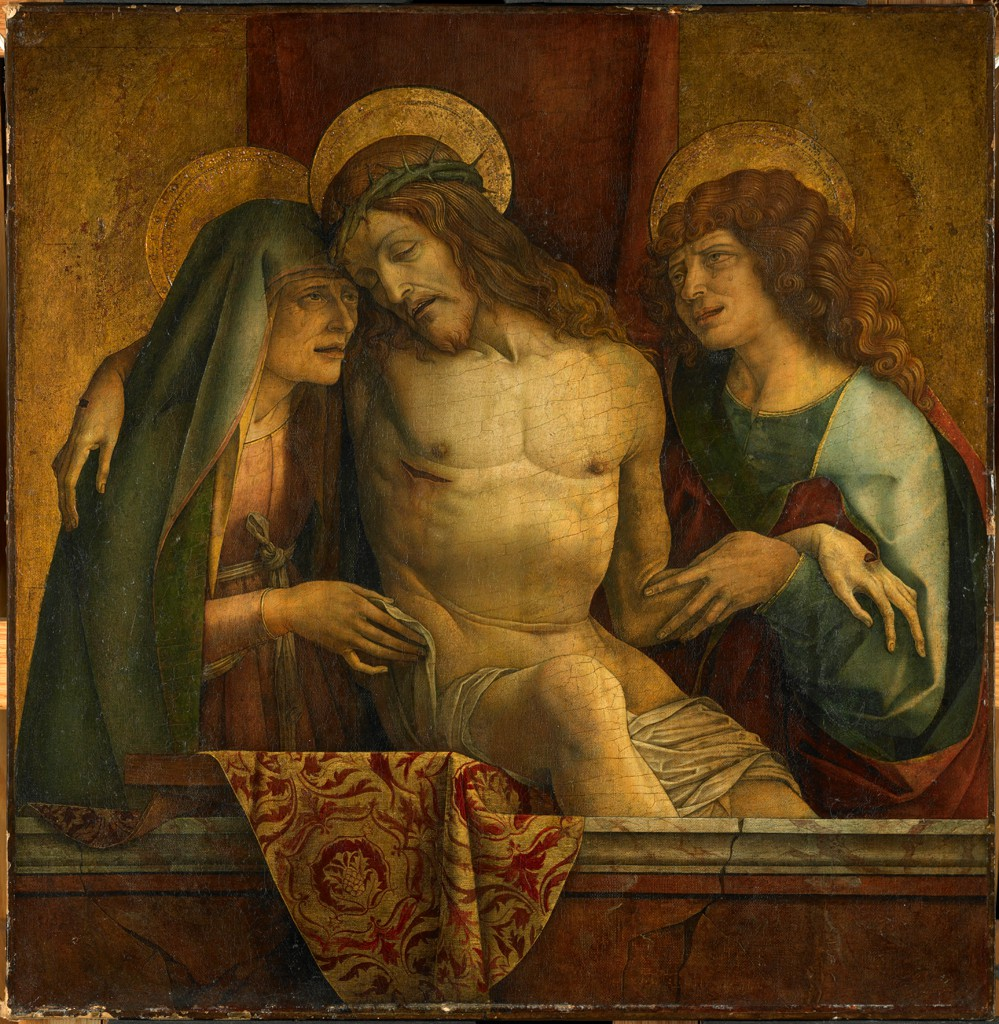
Carlo Crivelli, Pietà mit umfangreichen Änderungen von Luigi Cavenaghi, Fogg Art Museum, Cambridge, Vereinigte Staaten.